# L'Armée des douze singes
Pour les articles homonymes, voir 12 Monkeys.
Vous lisez un « bon article » labellisé en 2011.
Pour plus de détails, voir Fiche technique et Distribution.
L'Armée des douze singes (12 Monkeys), ou 12 Singes au Québec, est un film de science-fiction américain réalisé par Terry Gilliam et sorti en 1995. Il est librement adapté du court métrage La Jetée de Chris Marker (1962). Universal Pictures a acquis les droits pour faire de La Jetée un long métrage et Janet et David Peoples ont été engagés pour écrire le scénario.
L'action se déroule dans un futur où la surface de la Terre est devenue inhabitable pour l'Homme à cause d'un virus mortel qui a éradiqué la majeure partie de la population mondiale. L'acteur principal est Bruce Willis, qui joue un personnage envoyé dans le passé pour recueillir des informations sur l'origine de ce virus. Madeleine Stowe, Brad Pitt, Christopher Plummer et David Morse complètent la distribution principale.
Le film a été tourné principalement à Philadelphie et Baltimore de février à mai 1995 avec un budget de 29 000 000 $. Il a été très bien accueilli par la critique et a connu un important succès commercial. Il a reçu plusieurs récompenses, dont le Saturn Award du meilleur film de science-fiction, et Brad Pitt a été récompensé par le Golden Globe du meilleur acteur dans un second rôle et a été nommé à l'Oscar du meilleur acteur dans un second rôle pour son interprétation.
Le film sera par ailleurs adapté en série télévisée, diffusée entre 2015 et 2018.

## Synopsis
En l'an 2035, la surface de la Terre est devenue invivable pour l'humanité. Un virus mortel d'origine inconnue a éradiqué 5 milliards d'humains en 1997 et a contraint les survivants — 1 % de la population mondiale — à vivre sous terre pour éviter leur contamination. Pour tenter de trouver un remède, les scientifiques du futur utilisent des prisonniers et les envoient dans le passé pour recueillir des informations sur le virus. Une fois envoyés dans le passé, et afin de communiquer avec le futur, les prisonniers composent un numéro et laissent un message sur une boîte vocale qui sera écoutée en 2035.
James Cole (Bruce Willis), en raison de sa très bonne mémoire, est choisi pour une expérience ayant pour but de l'envoyer en l'an 1996. Il devra y recueillir des informations sur l'« Armée des douze singes ». Les scientifiques viennent en effet d'écouter un des messages vocaux provenant de 1996 où une femme leur indique que le virus aurait été libéré par cette organisation terroriste. Ils ne parviennent toutefois pas à identifier cette femme ni comment elle a eu le numéro. James Cole, qui est enfermé pour comportement asocial, est régulièrement hanté par des visions du meurtre par balle d'un homme dans un aéroport sous les yeux d'un enfant. Il reçoit la possibilité d'être gracié s'il réussit cette mission et sauve l'humanité.
Il est d'abord envoyé trop loin dans le passé et arrive à Baltimore en 1990. Jugé fou pour ses affirmations choquantes sur le futur, il est interné dans un hôpital psychiatrique où il rencontre une psychiatre, le docteur Kathryn Railly (Madeleine Stowe), ainsi qu'un autre interné, Jeffrey Goines (Brad Pitt). Ce dernier est le fils d'un scientifique qui travaille sur les virus et partisan de l'anticonsommation, ce qui semble le désigner comme un suspect potentiel. Il lui fait également part de l’extermination prochaine de l’humanité, mais celui-ci le comprend comme un projet de Cole, trouvant la soi-disante idée géniale. Après une tentative d'évasion manquée avec l’aide de Jeffrey, Cole est enfermé dans une cellule de contention mais en disparaît, à la stupéfaction des psychiatres. Il a en effet été rappelé en 2035 par les scientifiques, qui le renvoient à nouveau dans le passé. Après une nouvelle erreur temporelle qui l'expédie brièvement au milieu d'une bataille de la Première Guerre mondiale en 1917, où il retrouve par hasard José (l'un de ses codétenus dans le futur) et se fait ensuite tirer dessus, Cole arrive enfin en 1996, quelques semaines avant que n'éclate l'épidémie qui doit détruire presque toute l'humanité.

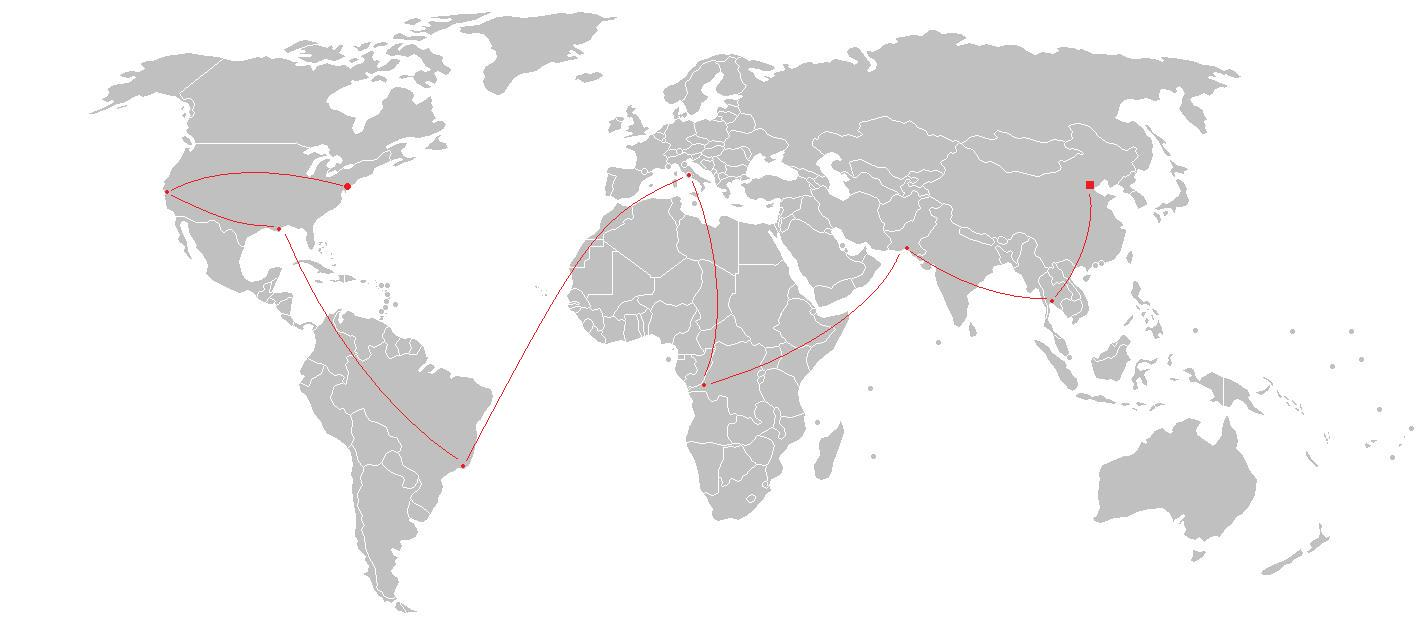
Propagation du virus telle qu'elle est décrite dans le film de Philadelphie à Pékin, en passant par San Francisco, La Nouvelle-Orléans, Rio de Janeiro, Rome, Kinshasa, Karachi et Bangkok.

À son arrivée, il kidnappe la psychiatre Kathryn Railly, qu'il a rencontrée en 1990 à l'asile. Il veut qu'elle le conduise à l'interné Goines, principal suspect de l'origine du virus. Railly essaie vainement de persuader James Cole qu'il est réellement un citoyen de 1996 et que cette histoire de virus et de voyage dans le temps n'est qu'une hallucination de son esprit. Cole retrouve Jeffrey Goines qui a réintégré la société et travaille avec son père sur les virus. Cole est désormais convaincu que Kathryn Railly a raison sur le fait qu'il est bien de 1996 et qu'il n'est que victime de troubles psychologiques. Il est à nouveau rappelé par les scientifiques en 2035, mais attribue cela à son esprit délirant. Pendant ce temps, Railly commence à penser que l'histoire du futur de James Cole est plausible quand une révélation de ce dernier sur l'issue hautement improbable d'un fait divers se réalise (Cole a en effet vécu ce fait divers en 1996 alors que lui-même était un enfant).
Elle est définitivement convaincue en remarquant son visage sur une photographie de la Première Guerre mondiale, prise lors de son bref passage en 1917, et après avoir reçu l'expertise de la balle extraite de la jambe de Cole durant cette période. Kathryn Railly comprend alors qu'un virus va effectivement apparaître et exterminer l'humanité, et comprend l'hypothèse de James Cole qui montre que Jeffrey Goines est le responsable. Elle part trouver son père, le Dr Leland Goines, (Christopher Plummer) et lui implore de prendre toutes les précautions afin que son fils ne puisse atteindre les échantillons mortels. Dans le doute, et connaissant le passé de son fils, le père de Jeffrey Goines confie au Dr Peters (David Morse), son assistant, le soin de protéger les souches mortelles.
Persuadé que les scientifiques de 2035 ne sont qu'une projection de son esprit et qu'il vit bien en 1996, James Cole réussit à s'y faire renvoyer. Il y retrouve Railly et tous deux ont désormais des avis contraires à ceux de leur première rencontre : Cole pense être fou et venir de 1996, et Kathryn Railly, au contraire, est certaine qu'il est sain d'esprit et qu'il vient du futur. Pour régler la question, ils procèdent à une expérience : Railly va appeler le numéro que les scientifiques ont laissé à Cole et laisser sur le répondeur un message au hasard. Railly décide d'y dire qu'elle sait qu'un virus va apparaître et elle accuse hasardeusement l'Armée des douze singes d'en être à l'origine. Ce message s'avère être celui que les scientifiques ont fait écouter à Cole en 2035. Railly a raison, Cole vient bien de l'année 2035, est sain d'esprit, mais un virus va effectivement commencer à se répandre d'ici quelques jours. N'ayant aucune piste, Railly et Cole, devenus amoureux, décident de profiter du temps qu'il leur reste à vivre pour aller près de la mer en Floride. Cela est possible car Cole s'arrache l'émetteur camouflé dans une dent, ce qui interdit aux scientifiques de le localiser à travers le temps et le ramener de force en 2035.
Le couple planifie de prendre l'avion et apprend que l'Armée des douze singes est une organisation bel et bien dirigée par Jeffrey Goines, mais qui a pour seule cause la défense des droits des animaux, leur seul méfait étant d'avoir libéré tous les animaux d'un zoo de Philadelphie. Arrivé à l'aéroport, Cole laisse un dernier message avertissant les scientifiques du futur qu'il ne reviendra pas et que l'Armée des douze singes n'a aucun lien direct avec le virus. Pendant ce temps, Kathryn Railly découvre par hasard que le vrai responsable de la propagation du virus est le Dr Peters, l'assistant du père de Jeffrey Goines. Ce dernier, avec sa valise pleine d'échantillons virologiques mortels, est sur le point de s'embarquer pour un tour du monde dont les escales correspondent exactement à l'ordre connu de la propagation du virus sur Terre. Poussé par José, qui l'a retrouvé à la suite de son dernier message, James Cole tente alors d'arrêter Peters avant son embarquement mais il est mortellement blessé par un agent de la sécurité de l'aéroport. Alors qu'il agonise dans les bras de Kathryn Railly, elle voit un enfant qui a assisté à la fusillade et comprend alors qu'il s'agit de James Cole, enfant, qui a assisté sans le savoir à sa propre future mort de lui adulte dans ses bras.
Victorieux, le Dr Peters monte dans l'avion avec sa valise pleine de virus mortels et s’assoit à côté d'une femme sous le nom de Jones et qui affirme travailler dans le domaine des assurances. On reconnaît cette dernière comme l'une des membres du groupe scientifique de 2035 qui a envoyé James Cole dans le passé.

## Analyse et hypothèses
La fin et le fait que la scientifique du futur rencontre le Dr Peters suggère plusieurs résolutions possibles :
- que les scientifiques du futur vont pouvoir neutraliser le Dr Peters et récupérer un échantillon du virus originel pour créer un vaccin ;
- que les scientifiques du futur complotent et manipulent le temps et qu'ils mentent délibérément aux prisonniers envoyés dans le passé pour obtenir en échange des informations primordiales sur le virus afin d'organiser eux-mêmes la fin du monde et d'en prendre le contrôle[2];
- que la scientifique a pris par coïncidence le même avion que Peters dans le passé en ignorant complètement les événements postérieurs de 2035 et les véritables projets de Peters avec les échantillons de virus, ce qui conclut le film sur une note dramatique avec l'échec de la mission et la propagation du virus dans le futur ;
- que la scientifique a elle-même fait un voyage dans le temps à la suite du meurtre de James Cole pour neutraliser le Dr Peters et l'empêcher de propager le virus, ce qui conclut le film sur le succès de la mission et la survie de l'humanité malgré la mort de Cole (happy end).

## Fiche technique
Sauf indication contraire, les informations mentionnées dans cette section peuvent être confirmées par les bases de données cinématographiques IMDb et Allociné,  présentes dans la section « Liens externes ».
- Titre français : L'Armée des douze singes
- Titre original : 12 Monkeys
- Titre québécois : 12 Singes
- Réalisation : Terry Gilliam

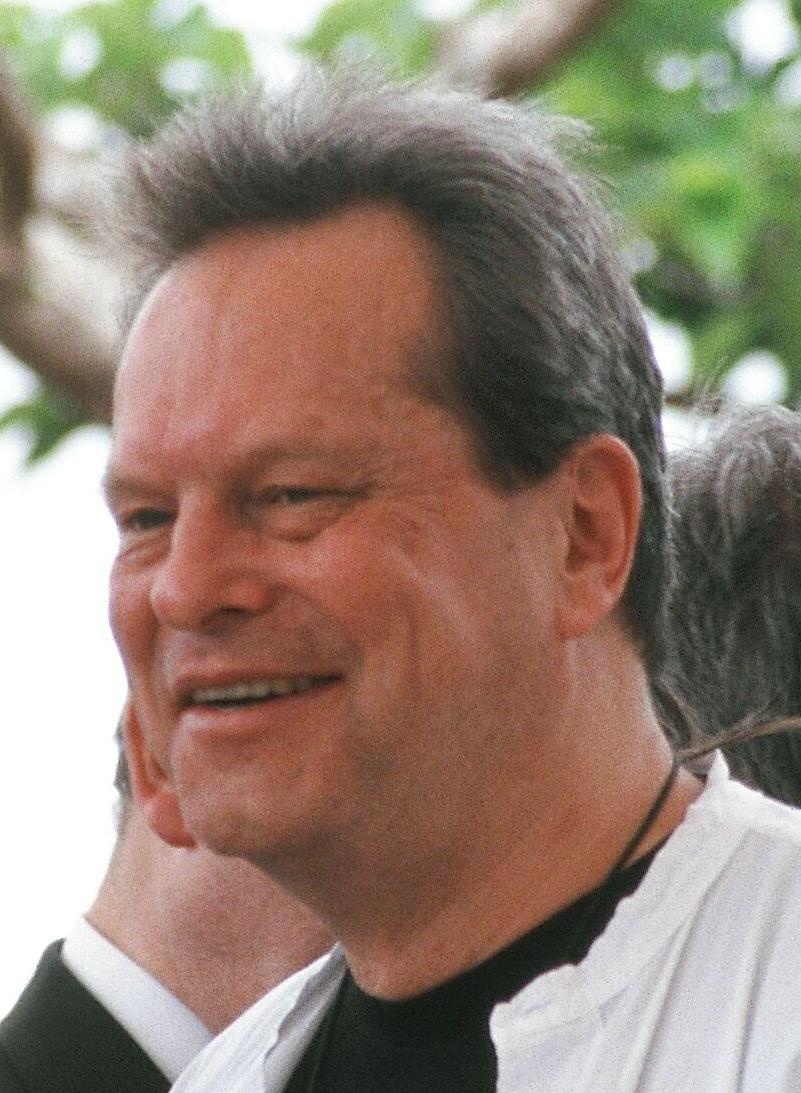
Terry Gilliam signe sa septième réalisation avec ce film.

- Scénario : David Peoples et Janet Peoples, d'après le court-métrage La Jetée de Chris Marker
- Musique : Paul Buckmaster
- Décors : Jeffrey Beecroft
- Costumes : Julie Weiss
- Direction artistique : William Ladd Skinner
- Photographie : Roger Pratt
- Montage : Mick Audsley
- Production : Charles Roven
- Sociétés de production : Atlas Entertainment, Classico et Universal Pictures
- Sociétés de distribution : Universal Pictures (États-Unis) ; UGC Fox Distribution (France), Ascot Elite (Suisse romande)
- Budget : 29 000 000 $[3]
- Pays de production :  États-Unis
- Langue originale : anglais
- Format : couleurs — 1,85:1 — 35 mm — son DTS
- Genre : science-fiction, thriller
- Durée : 129 minutes
- Dates de sortie :
  - États-Unis : 29 décembre 1995 (sortie limitée) ; 5 janvier 1996 (sortie nationale)
  - France : 28 février 1996
  - Suisse romande : 8 mars 1996
  - Belgique : 20 mars 1996
- Classification :
  - États-Unis : R (Restricted)[N 1]
  - France : tous publics avec avertissement[N 2] ; déconseillé aux moins de 12 ans à la télévision[réf. nécessaire]
  - Québec : 13+[N 3]

## Distribution
Sauf indication contraire, les informations mentionnées dans cette section peuvent être confirmées par les bases de données cinématographiques IMDb et Allociné,  présentes dans la section « Liens externes ».
- Bruce Willis (VF : Patrick Poivey ; VQ : Jean-Luc Montminy) : James Cole
- Jon Seda (VF : Éric Herson-Macarel ; VQ : Gilbert Lachance) : José
- Simon Jones : le zoologiste
- Bill Raymond : le microbiologiste
- Madeleine Stowe (VF : Élisabeth Wiener ; VQ : Élise Bertrand) : le Dr Kathryn Railly
- Joey Perillo (VF : Yves Beneyton) : le détective Franki
- Brad Pitt (VF : Emmanuel Karsen ; VQ : Alain Zouvi) : Jeffrey Goines

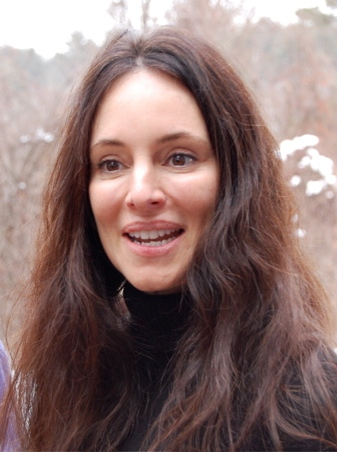
Madeleine Stowe interprète le Dr Kathryn Railly, psychiatre compréhensive kidnappée par James Cole.

- Nell Johnson (VF : Thierry Desroses) : le « gardien » qui accueille Cole
- Fred Strother (VF : Saïd Amadis) : L.J. Washington
- Frank Gorshin (VF : René Bériard ; VQ : Claude Préfontaine) : le Dr Owen Fletcher
- Anthony 'Chip' Brienza (VF : François Chaix) : le Dr Goodin
- David Morse (VF : Daniel Kenigsberg ; VQ : Pierre Auger) : le Dr Peters
- Lisa Gay Hamilton : Teddy
- Christopher Plummer (VF : Bernard Dhéran ; VQ : Ronald France) : le Dr Leland Goines
- Christopher Meloni (VF : Jérôme Keen ; VQ : Jacques Lavallée) : le lieutenant Halperin
- Annie Golden : Gabbie
- Carol Florence : une astrophysicienne/Jones

Sources et légende : Version française (VF) sur Voxofilm et Nouveau Forum Doublage Francophone.
Version québécoise (VQ) sur Doublage Québec.

## Production

### Développement
L'idée du film vient à la base du producteur délégué Robert Kosberg, qui est un admirateur du court métrage français La Jetée (1962) et qui persuade son réalisateur, Chris Marker, de lui laisser présenter brièvement à Universal Pictures son projet de s'en servir de point de départ pour un film de science-fiction. Universal accepte d'acheter les droits pour faire un remake et Janet et David Peoples sont engagés pour l'écriture du scénario. Le producteur Charles Roven choisit Terry Gilliam pour se charger de la réalisation car il pense que son style est parfait pour cette histoire à la narration complexe qui implique des voyages dans le temps. Gilliam signe son contrat pour réaliser le film alors qu'il vient juste d'abandonner son projet d'adaptation du Conte de deux cités de Charles Dickens. C'est également le deuxième film de Gilliam pour lequel il n'a pas écrit au moins en partie le scénario. Mais, même s'il préfère participer à l'écriture du scénario, Gilliam se déclare captivé par ce « script intelligent et intrigant. L'histoire est déconcertante. Elle traite du temps, de la folie et de notre perception du monde. C'est une étude de la folie et des rêves, de la mort et de la renaissance, qui se déroule dans un monde qui se désagrège,. »
Universal, échaudée par les dépassements de budget sur la production en cours de Waterworld, met plus de temps que prévu à accorder son feu vert pour lancer la production du film malgré un budget déjà bouclé d'un peu moins de 30 millions de $ (budget modeste pour une production hollywoodienne de science-fiction) et la présence de trois célèbres acteurs au générique. Pour que la production puisse enfin démarrer, Gilliam persuade Bruce Willis de tourner pour un cachet inférieur à ce qu'il demande habituellement. En raison de son précédent conflit avec Universal concernant la version définitive de Brazil (1985), Gilliam exige et obtient le privilège du final cut, le studio lui demandant en échange que le film ne soit pas interdit aux moins de 18 ans et que sa durée ne dépasse pas 2 h 15.

### Attribution des rôles

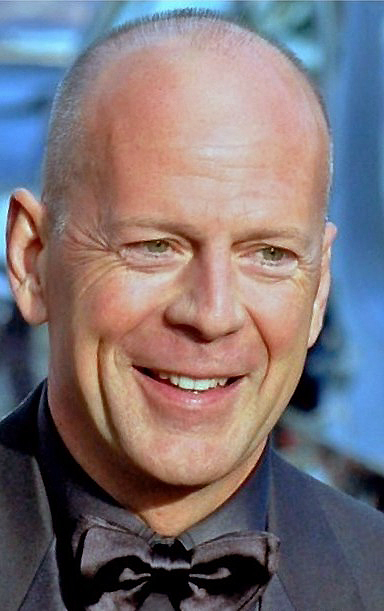
Bruce Willis joue le rôle de James Cole, envoyé dans le passé pour découvrir l'origine d'un virus mortel et hanté par un rêve récurrent.

À l'origine, Terry Gilliam veut Nick Nolte pour le rôle de James Cole et Jeff Bridges pour celui de Jeffrey Goines, mais Universal s'y oppose. Gilliam, qui a rencontré Bruce Willis pour le casting du rôle tenu par Jeff Bridges dans Le Roi Pêcheur (1991), et qui a eu un bon contact avec lui, voit l'interprétation de Cole par Willis en évoquant « quelqu'un de fort et dangereux, mais aussi vulnérable,. » Willis doit se faire faire trois tatouages chaque jour de tournage : un sur le crâne avec son numéro de prisonnier, et un code-barres de part et d'autre du cou. Gilliam donne par ailleurs à l'acteur une liste de clichés de son jeu à ne surtout pas utiliser, en particulier son regard « bleu acier ». En dehors de cela, Gilliam refuse de lui donner des directives précises et de débattre longuement avec lui sur son personnage car Willis se sent plus en confiance quand il est poussé dans une direction et le réalisateur veut justement éviter cela pour accentuer le côté déboussolé et torturé de Cole.
Pour le premier rôle féminin, Gilliam porte son choix sur Madeleine Stowe car il a été impressionné par son interprétation dans Blink (1994). Ils se sont rencontrés une première fois pour le casting de l'adaptation du Conte de deux cités, projet finalement abandonné. Selon Gilliam, « elle a cette incroyable beauté éthérée, et elle est incroyablement intelligente ; ces deux choses viennent très facilement avec elle, et le film a besoin de ces éléments, car il doit être romantique,. » D'après Gilliam, Stowe apporte de la stabilité au film, elle est « l'ancre » au milieu de toute cette folie, et le réalisateur confie en souriant qu'il a longuement discuté avec elle pendant le tournage, comme un patient avec sa psychiatre.
Pour le rôle de Jeffrey Goines, Gilliam n'est pas convaincu par le choix de Brad Pitt, mais se laisse persuader par son directeur de casting. Le cachet de Pitt est relativement modeste (500 000 $) car il est encore un acteur en devenir. Cependant, au moment de la sortie de L'Armée des douze singes, Entretien avec un vampire, Légendes d'automne et Seven sont sortis et ont fait de Brad Pitt une star, ce qui attire une plus grande attention sur le film et est un facteur non négligeable du succès commercial qu'il va rencontrer. Quelques mois avant le tournage, Brad Pitt passe quelques semaines dans le service psychiatrique de l'hôpital de l'Université Temple de Philadelphie pour préparer son rôle.

### Tournage

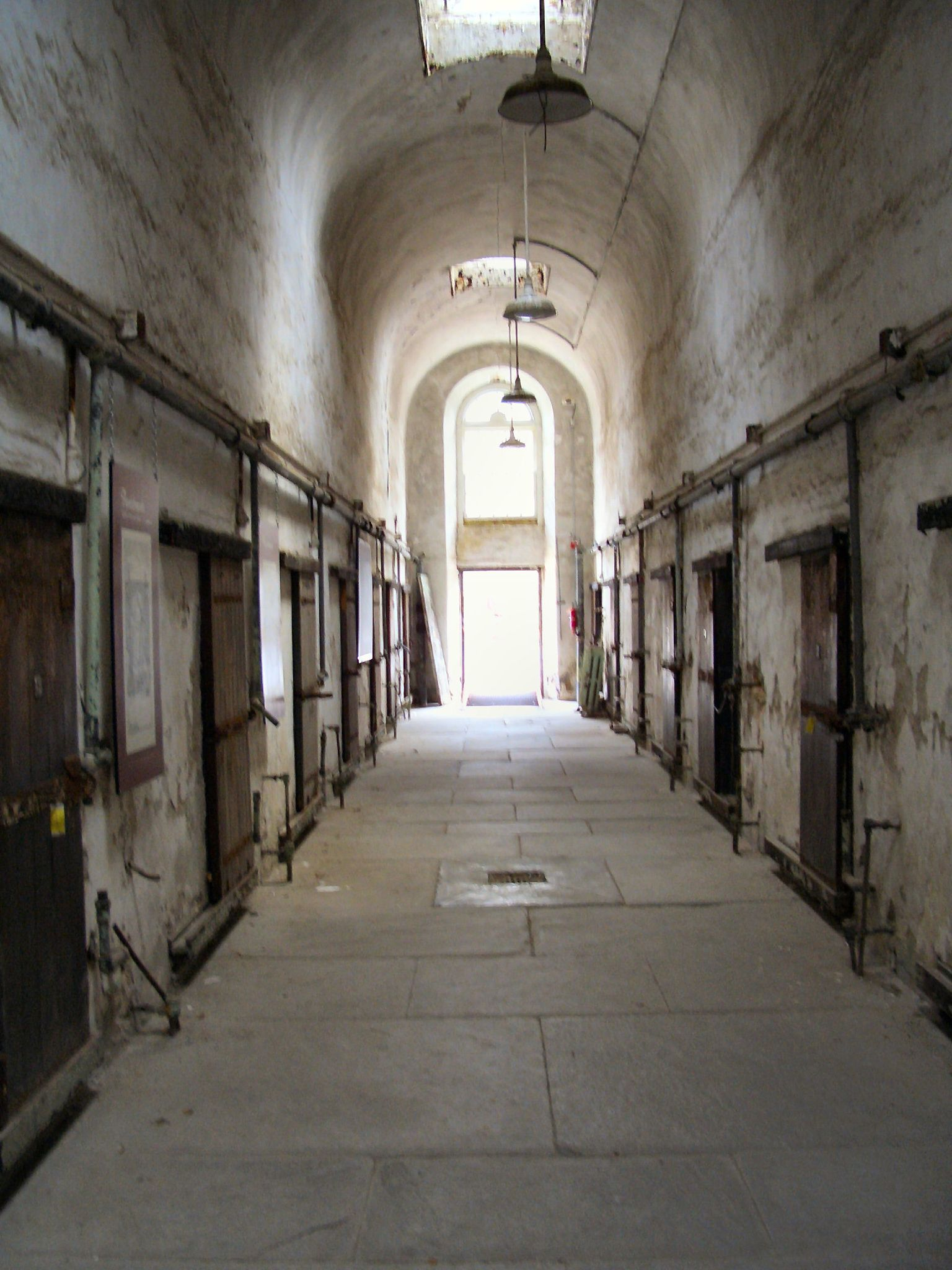
Couloir du pénitencier Eastern State de Philadelphie, où ont été tournées les scènes de l'asile d'aliénés.

Le tournage se déroule du 8 février au 6 mai 1995. Il a lieu principalement en extérieurs à Baltimore et Philadelphie et la météo hivernale pose quelques problèmes. Au sujet du choix des lieux de tournage, Gilliam remarque : « Cela me fascinait par avance de tourner à Philadelphie parce qu’il se dégage de son architecture un incroyable parfum de décadence et de pourriture. Or j'ai tout de suite ressenti L'Armée des douze singes comme un film sur l'échec, la décomposition, la nostalgie. » Divers autres problèmes émaillent le tournage : des pépins techniques surviennent avec la sphère visuelle futuriste, élément du décor le plus coûteux du film ; des erreurs de continuité sont faites en raison de la complexité de l'intrigue et plusieurs scènes doivent être tournées une deuxième fois ; et Gilliam se blesse en faisant une chute de cheval à mi-tournage. En dépit de ces contretemps, le réalisateur réussit à rester dans les limites de son budget et le tournage ne dure qu'une semaine de plus que ce qui était prévu. « C'était un tournage difficile », reconnaît le chef décorateur Jeffrey Beecroft, « Le budget et le planning étaient très serrés. Terry [Gilliam] est un perfectionniste mais il s'est montré vraiment inflexible pour éviter tout dépassement de budget. Il s'est déjà fait crucifier pour cela pour Münchhausen et cela le hante encore,. »
L'équipe du film ne disposant pas du budget suffisant pour tourner en studio, de nombreuses scènes sont tournées dans des bâtiments abandonnés. Les scènes de l'asile d'aliénés sont tournées dans l'Eastern State Penitentiary, une prison désaffectée de Philadelphie ; celles de l'aéroport à l'aéroport international de Baltimore pour les extérieurs et au Pennsylvania Convention Center de Philadelphie pour les intérieurs ; celles des interrogatoires de Cole par les scientifiques dans la centrale électrique désaffectée de Westport ; et la scène du cinéma au Senator Theatre de Baltimore,.
Malgré les contraintes budgétaires, Gilliam se montre à la hauteur de sa réputation de perfectionniste, en particulier lors d'une scène où Willis se fait une prise de sang et où on peut voir fugitivement sur le mur l'ombre d'un hamster tournant dans sa roue. Cette scène n'aurait dû prendre que quelques instants mais, le hamster ne voulant pas faire ce que Gilliam attend de lui, le réalisateur passe la journée pour la tourner jusqu'à ce qu'il obtienne le résultat voulu. L'enfant devant interpréter Cole plus jeune, et que Gilliam a choisi pour la beauté de ses yeux, doit être remplacé au pied levé par Joseph Melito, dont le producteur Charles Roven a prévu la présence sur le plateau en cas de problème, car le jeu d'acteur du premier garçon n'est pas assez expressif. Le tournage se termine avec la scène dans le parking de l'aéroport qui est également la dernière du film et au sujet de laquelle Gilliam et Roven ont de longues discussions. En effet, le réalisateur ne souhaite pas l'inclure alors que le producteur insiste pour qu'elle soit tournée. Gilliam propose alors de la tourner depuis une caméra sur une grue et avec des centaines d'automobiles en fond, dans l'espoir que Roven trouve cela trop coûteux. Mais le producteur est séduit par l'idée et la scène, jugée convaincante, est finalement conservée.

### Design
Terry Gilliam reprend le style de réalisation qu'il avait adopté pour Brazil, notamment au niveau de la direction artistique et de la photographie (utilisant spécifiquement des lentilles de Fresnel). Le design de la salle dans laquelle Cole est interrogé par les scientifiques est inspiré d'un dessin de l'architecte Lebbeus Woods, ce qui occasionnera plus tard des ennuis juridiques au film. Gilliam tient à montrer l'interrogatoire de Cole à travers de multiples écrans télévisés car il pense que ce mécanisme évoquera une « intervention cauchemardesque de la technologie. Vous essayez de voir les visages sur les écrans devant vous, mais les vrais visages et voix se trouvent en fait en bas et vous entendez ces voix minuscules dans votre oreille. C'est selon moi le monde dans lequel nous vivons, la façon dont nous communiquons désormais, à travers des appareils technologiques qui ont été prétendument créés pour communiquer mais qui pourraient avoir un autre but,. » Pour Jean Douchet, les décors et la photographie sont fortement influencés par le baroque et surtout par le cinéma expressionniste et ont pour but de faire passer un sentiment d'oppression et de confusion.
Le département artistique s'assure que le monde souterrain de 2035 utiliserait uniquement de la technologie d'avant 1996 afin de dépeindre au mieux ce futur froid et austère. Dans ce but, Gilliam, Beecroft et Crispian Sallis (le décorateur de plateau) visitent plusieurs marchés aux puces et entrepôts de récupération à la recherche de matériaux de décoration pouvant être assemblés pour construire les machines futuristes, notamment la machine à remonter le temps. Pour créer la majeure partie des effets visuels, Gilliam fait appel aux services de Peerless Camera, compagnie d'effets spéciaux basée à Londres qu'il a lui-même fondée à la fin des années 1970 avec Kent Houston. Le compositing est assuré par la compagnie The Mill, alors que Cinesite se charge du balayage numérique.

### Bande originale
La bande originale est composée, arrangée et dirigée par Paul Buckmaster. L’Introduccion de la Suite Punta del Este, du bandonéoniste de tango argentin Astor Piazzolla, est utilisée comme un leitmotiv tout au long du film. What a Wonderful World de Louis Armstrong est joué une fois à la radio dans la scène de la voiture et sert de générique final, d'une façon ironique pour illustrer la fin du film. La bande originale est sortie chez le label MCA le 19 décembre 1995.

## Sortie et accueil

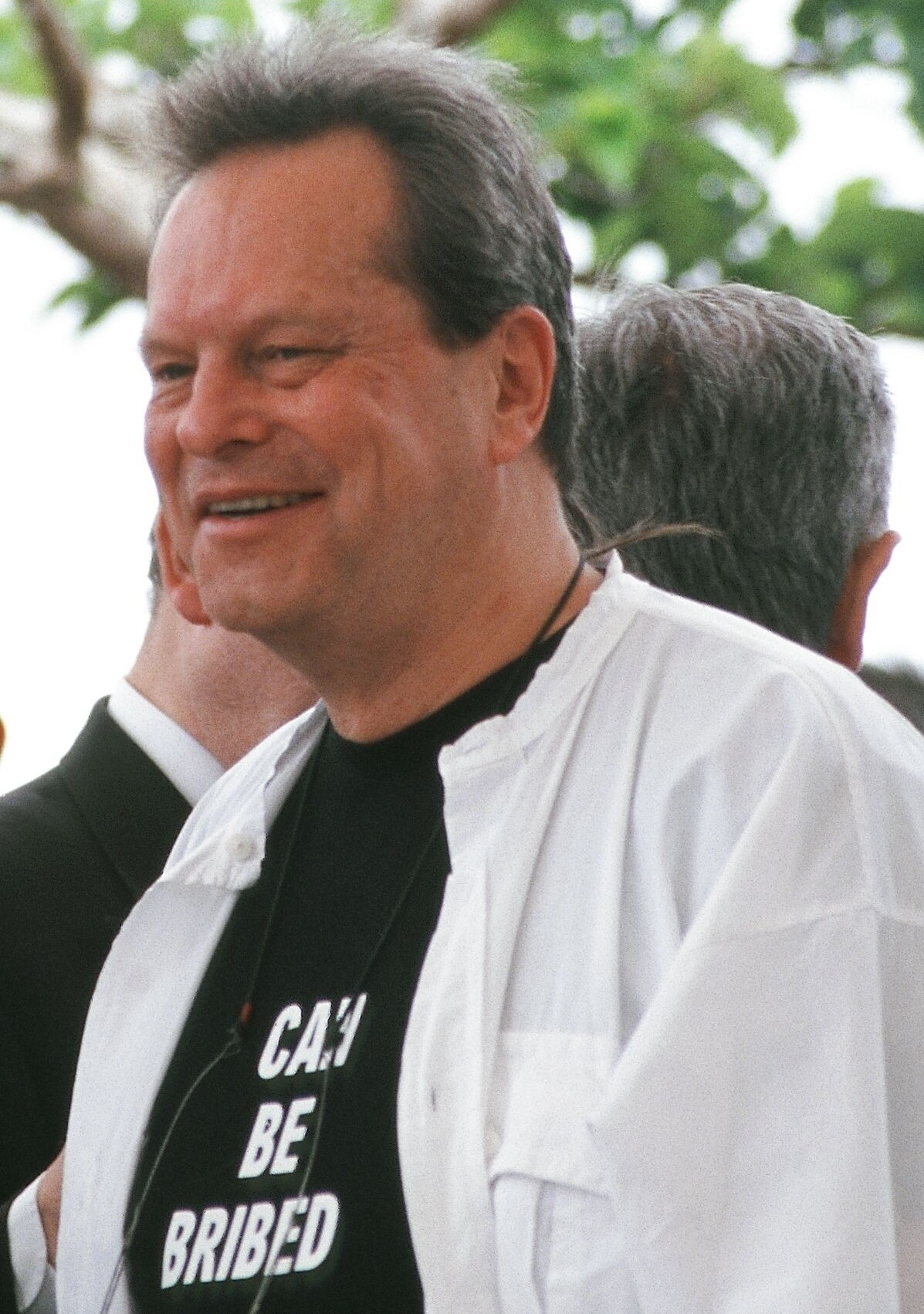
Terry Gilliam, Festival de Cannes, Mai 2001

### Accueil critique
Le film a reçu un accueil critique très positif, recueillant 88 % de critiques favorables, avec un score moyen de 7,4⁄10 et sur la base de 59 critiques collectées, sur le site Rotten Tomatoes. Sur le site Metacritic, il obtient un score de 74⁄100, sur la base de 20 critiques collectées.
Pour Roger Ebert, du Chicago Sun-Times, qui lui donne 3 étoiles sur 4, le film bénéficie d'un scénario et d'une interprétation solides et est « une célébration de la folie et de la fatalité » où « même la romance entre Willis et Stowe semble plus désespérée que joyeuse », ce qui en fait un divertissement « s'adressant plus à l'esprit qu'aux sens,. » Desson Howe, du Washington Post, délivre une critique positive, louant le travail sur la réalisation, les décors et la photographie et écrivant que « les interprétations de Willis et de Pitt, l'atmosphère mise en place par Gilliam et un élan vivifiant contrebalancent aisément quelques failles du scénario,. » Peter Travers, de Rolling Stone, estime que Bruce Willis délivre une performance d'une « intensité émotionnelle effrayante », que Brad Pitt est « fantastique, trouvant une étincelle de folie dans ce personnage à des lieues de ses rôles de jeune premier » et que le film, porté par « le pouvoir séducteur de l'imagination tordue de Gilliam » « mérite d'être vu plusieurs fois,. » James Berardinelli, du site Reelviews, donne au film 3,5 étoiles sur 4, mettant en avant le scénario (une intrigue ambiguë qui n'est jamais trop difficile à suivre malgré les nombreux retournements de situation), la mise en scène et les décors. Janet Maslin, du New York Times, estime qu'il s'agit du « meilleur des cauchemars évocateurs de Gilliam sur le monde moderne », un film « féroce et dérangeant » au scénario imprévisible,.
Parmi les quelques critiques négatives, Richard Corliss, de Time Magazine, estime que Gilliam a le mérite d'être original mais se perd en route dans ce « spectacle donnant la chair de poule » et rempli de références cinématographiques qui finit par ressembler à un « Jumanji pour adultes ». La rédaction de Variety écrit que c'est « un film spectaculaire et excessivement compliqué qui n'est ni aussi irrésistible visuellement que Brazil, ni aussi poignant que Le Roi Pêcheur. »
En France, les critiques ont également été plutôt positives. Pour Jacques Morice, de Télérama, c'est un « thriller suffocant, aux confins du rêve et de la réalité, de la raison et de la démence » doublé d'un « délire poétique » avec un Willis « d'une sobriété impeccable » et Madeleine Stowe dégageant « une fragilité envoûtante ». Il regrette toutefois que « le film s'égare parfois » et que Gilliam en fasse « juste un peu trop ». Gérard Lefort, de Libération estime qu'il a « tout bon » avec une « invasion de détails apparemment insignifiants qui contribue au malaise ambiant. Malaise qui joue avec les nerfs de nos petits plaisirs les plus suaves » et un Willis « tout simplement sensationnel. » Michel Pascal, du Point, écrit que Gilliam « jette dans cette sombre fable sa formidable puissance visuelle et allégorique » avec sa « caméra qui crée magistralement le vertige de la fin de la planète » et regrette simplement « une certaine emphase du discours » dans ce « film plus monumental qu'émouvant. » Frédéric Strauss, des Cahiers du cinéma, met en avant les différentes interprétations qu'on peut donner au film et l'« acharnement à convaincre de l’impossible, à prouver que le rapprochement entre une machine pensée pour le box-office et une œuvre née de la pensée d'un cinéaste, résolument hors norme, pouvait s'opérer et devenir la matière d'un film. C'est-à-dire davantage même qu'une adaptation. » La rédaction des Inrockuptibles estime qu'avec cette réinvention de La Jetée, Gilliam prouve que « le cinéma est une machine à réinventer le présent » et « a su tirer un parti extraordinaire de cette capacité de Willis à insuffler une mélancolie et une détresse existentielles dans tous ses films. »
Du côté des critiques négatives, Jean-Michel Frodon, du Monde, déplore la complexité du film, l'« invraisemblable capharnaüm partout où la caméra porte son œil » et « cette surenchère de bidules déglingués, cette duplication infinie de tout et de n’importe quoi, filmées aux amphétamines. » Claude Baignères, du Figaro, partage le même jugement à propos du traitement compliqué de l'histoire « tant les repères que Gilliam nous donne sont flous », écrivant « on cesse de s’intéresser à l’action. Heureusement, on peut toujours se raccrocher au décor. » En Belgique, Fabienne Bradfer, du Soir, écrit que les décors sont « imposants, inventifs et raffinés » mais que « Gilliam semble y être piégé, ne trouvant plus assez d'air pour l'expression émotionnelle de son récit » et que l'histoire « est fascinante mais manque d'espace. »
En 2008, le magazine Empire le classe à la 465e place dans sa liste des 500 meilleurs films de tous les temps. Il figure dans le Top 250 du classement des films de l'Internet Movie Database, basé sur les votes du public, avec une note moyenne de 8,1⁄10.

### Dates de sortie etbox-office
Après une sortie limitée dans trois salles le 29 décembre 1995, le film est sorti aux États-Unis le 5 janvier 1996 dans 1 533 salles et a rapporté 13 842 990 $ pour son premier week-end d'exploitation. Il est resté deux semaines en tête du box-office américain et a rapporté dans le monde entier 168 839 459 $ (16e au box-office mondial 1996), dont 57 141 459 $ aux États-Unis. Cela en fait, en 2011, le plus grand succès commercial d'un film de Terry Gilliam. En Europe, il a réalisé 2 270 947 entrées en France (12e au box-office 1996 dans ce pays), 366 050 entrées en Belgique et 218 205 entrées en Suisse. Il a dépassé les deux millions d'entrées en Allemagne (2 124 196) et le million d'entrées au Royaume-Uni (1 800 330) et en Espagne (1 386 434).

## Distinctions
Le film reçoit deux nominations aux Oscars, dans les catégories du meilleur acteur dans un second rôle pour Brad Pitt et des meilleurs costumes pour Julie Weiss, mais ne gagne aucune statuette. Pitt remporte néanmoins le Golden Globe du meilleur acteur dans un second rôle. Le film est également nommé dans sept catégories aux Saturn Awards et remporte trois prix, dont celui du meilleur film de science-fiction. Par ailleurs, il est présenté en compétition officielle à la Berlinale 1996.

### Récompenses
| Année         | Évènement                           | Catégorie            | Lauréat       |
| ------------- | ----------------------------------- | -------------------- | ------------- |
| 1996          |                                     |                      |               |
| Golden Globes | Meilleur acteur dans un second rôle | Brad Pitt            |               |
| Saturn Awards | Meilleur film de science-fiction    |                      |               |
| Saturn Awards | Meilleur acteur dans un second rôle | Brad Pitt            |               |
| Saturn Awards | Meilleurs costumes                  | Julie Weiss          |               |
| 1997          | Empire Awards                       | Meilleur réalisateur | Terry Gilliam |

### Nominations
| Année            | Évènement                           | Catégorie                                                   | Nommés |
| ---------------- | ----------------------------------- | ----------------------------------------------------------- | ------ |
| 1996             |                                     |                                                             |        |
| Oscars           | Meilleur acteur dans un second rôle | Brad Pitt                                                   |        |
| Oscars           | Meilleurs costumes                  | Julie Weiss                                                 |        |
| Berlinale        | Ours d'or                           | En compétition                                              |        |
| Saturn Awards    | Meilleur acteur                     | Bruce Willis                                                |        |
| Saturn Awards    | Meilleure actrice                   | Madeleine Stowe                                             |        |
| Saturn Awards    | Meilleure réalisation               | Terry Gilliam                                               |        |
| Saturn Awards    | Meilleur scénario                   | David Peoples et Janet Peoples                              |        |
| Prix Hugo        | Meilleur film                       | Terry Gilliam, David Peoples, Janet Peoples et Chris Marker |        |
| MTV Movie Awards | Meilleur acteur                     | Brad Pitt                                                   |        |
| 1997             | Japan Academy Prize                 | Meilleur film étranger                                      |        |
| 2019             | Saturn Awards                       | Meilleure édition spéciale de DVD ou Blu-ray                |        |

## Thèmes et inspirations
Le film étudie la nature subjective de la mémoire et son effet sur notre perception de la réalité. On peut voir par exemple le souvenir de Cole de la fusillade à l'aéroport, qui se modifie à chaque fois qu'il en rêve ; un patient de l'hôpital psychiatrique qui est atteint par un syndrome des faux souvenirs ; et l'impression de déjà-vu ressentie par Railly et Cole quand ils se voient grimés pour la première fois avant de se rendre à l'aéroport. On trouve également plusieurs références au temps, au voyage dans le temps et aux singes dispersés à travers le film, comme le cartoon Woody Woodpecker, Time Tunnel, qui passe à la télévision dans la chambre d'hôtel, et le film des Marx Brothers Monnaie de singe diffusé à l'hôpital psychiatrique. Le titre du film est inspiré du roman de Lyman Frank Baum le Magicien d'Oz dans lequel le magicien persuade douze singes de le servir comme soldats.
Le film est aussi une étude du déclin de la communication directe dans le monde moderne en raison de l'interférence de la technologie. Dans ce futur cauchemardesque qu'est le monde de 2035 décrit par Gilliam, ce sont les scientifiques qui ont pris le pouvoir et qui cherchent à « organiser rationnellement l’humanité au détriment des pulsions de vie et des émotions considérées comme autant de grains de sable sur le chemin de la normalité souhaitée. » Cette science, qui est montrée comme capable d'erreurs puisque Cole est envoyé par deux fois dans des mauvaises périodes du passé, est dénoncée dans ses pratiques aussi bien réelles (expérimentations à grande échelle sur les animaux) qu'hypothétiques (élaboration d'un virus mortel pouvant déclencher une catastrophe). La répression des libertés de l'individu dans un souci de le plier à la norme est mise en avant à la fois au début du film, lors des scènes dans l'hôpital psychiatrique où Jeffrey Goines la dénonce dans ses discours, et à la fin du film quand José est envoyé par les scientifiques pour obliger Cole à terminer sa mission, Cole faisant alors la remarque suivante : « Il ne s'agit plus du virus, hein ? Il s'agit d’obéir aux ordres. De faire ce qu'on nous dit. » Gilliam incite ainsi le spectateur à la plus grande méfiance envers cette société technologique moderne qui détermine, notamment à travers la manipulation médiatique, qui est fou et qui est sain d'esprit, qui est normal et qui est anormal, évitant ainsi que l'on remette en question sa propre responsabilité en tant que facteur d'aliénation par le biais de l'injustice sociale. Pour Jean Douchet, la présence des animaux en liberté dans la ville est hautement symbolique car l'humanité, dans sa quête de connaissance effrénée, s'est prise elle-même comme sujet d'expérience et s'est condamnée à l'enfermement, laissant les animaux prendre possession de la jungle urbaine.

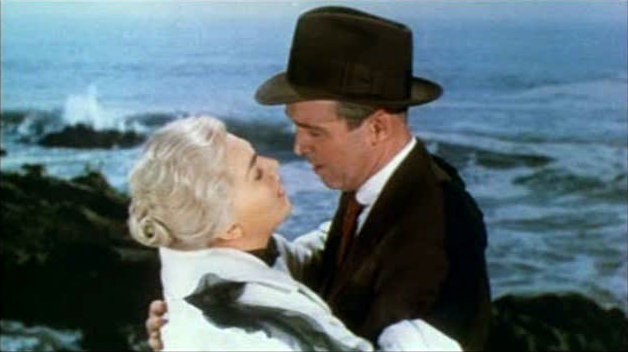
Dans Sueurs froides, un acteur prénommé James embrasse un personnage prénommé Madeleine, alors que dans L'Armée des douze singes, un personnage prénommé James embrasse une actrice prénommée Madeleine pendant qu'ils regardent ce film dans un cinéma.

Au milieu de cette sombre évocation du futur, le seul élément d'espoir est l'amour, prédestiné, qui naît entre Cole et Railly. Cet amour entre deux personnes présentant chacun un syndrome psychologique (syndrome de Cassandre pour Cole et syndrome de Stockholm pour Railly), et dont la révélation vient sous la forme d'une mise en abyme lors d'une scène dans un cinéma, se termine de manière tragique car on ne peut échapper au temps ni à la destinée. Cependant, il symbolise aussi l'idée de l'amour éternel car, au moment de la mort de Cole, Railly croise le regard de celui-ci enfant, laissant ainsi présager un éternel recommencement.
Le film est en partie une adaptation du court métrage français La Jetée de Chris Marker (1962), notamment le fait que le personnage principal se souvienne, sans le savoir, de sa propre mort, et qui survient dans un aéroport. Cependant, tout le développement original autour de l'hôpital psychiatrique rappelle plutôt le roman de John Brunner À l'ouest du temps (1967) ou Vol au-dessus d'un nid de coucou (1975)[réf. nécessaire]. Gilliam n'a pas voulu voir La Jetée avant de tourner son film pour ne pas être trop influencé par cette vision. Selon ses propres mots : « La colonne vertébrale est la même, mais cela débouche sur deux univers très différents. »
Un passage vers la fin du film montre Cole et Railly en fuite qui se réfugient dans un cinéma où se joue Sueurs froides d'Alfred Hitchcock (1958). On voit un extrait du film où les personnages joués par James Stewart et Kim Novak se trouvent au Muir Woods National Monument, en Californie. Ils évoquent le passage du temps devant la coupe d'un séquoia, et Cole et Railly ont plus tard une conversation similaire alors qu'on entend en bande son le même morceau que dans la scène de Sueurs froides, ce qui fait ainsi écho au voyage dans le temps et au destin du personnage incarné par Bruce Willis (selon le procédé du film contenant un film). Par ailleurs, on peut noter que, dans Sueurs froides, le personnage de Judy joué par Kim Novak se teint les cheveux en blond pour devenir Madeleine, prénom de l'actrice Madeleine Stowe, qui met quant à elle une perruque blonde pendant le film ; une fois grimée, Cole la voit sortir nimbée d'une lumière rouge, alors que dans Sueurs froides, le personnage joué par James Stewart voit Judy/Madeleine émerger d'une lumière verte. Le passage est aussi un clin d'œil des scénaristes à La Jetée, où l'on voit plusieurs images de coupes d'arbres situés au jardin des plantes de Paris, et dont le lien avec cette scène précise de Sueurs froides est reconnu explicitement par Chris Marker dans son film de 1982 Sans soleil,.

## Poursuites judiciaires
Au début du film, Cole est emmené dans une salle d'interrogatoire où on le fait asseoir sur une chaise qui est attachée à un rail vertical sur le mur. Une sphère soutenue par une armature métallique lui fait face, pour sonder ses points faibles pendant que les scientifiques l'interrogent. L'architecte Lebbeus Woods a intenté un procès contre Universal Pictures en février 1996, affirmant que son dessin Neomechanical Tower (Upper) Chamber, publié en 1987, avait été utilisé sans autorisation. La justice a donné raison à Lebbeus Woods, a ordonné à Universal Pictures de retirer le film des salles et en a interdit la diffusion tant que les trois scènes où apparaît ce décor ne seraient pas coupées. Moyennant une compensation financière de plusieurs centaines de milliers de dollars, Universal Pictures a obtenu de Woods de pouvoir diffuser le film sans coupures.

## Éditions en vidéo
Sur le marché vidéo, L'Armée des douze singes est d'abord distribuée en cassette VHS et en DVD en édition simple quelques mois après sa sortie dans les salles de cinéma. Une édition spéciale double DVD est sortie le 10 mai 2005 en région 1 et le 12 mai 2004 en région 2. Cette version comprend, dans sa version en anglais, un commentaire audio (par Terry Gilliam et Charles Roven), des notes de production et un making-of d'une durée de 90 minutes s'intitulant The Hamster Factor & Other Tales of 12 Monkeys. La version en français ne comporte que le making-of.
La version en disque Blu-ray est sortie le 28 juillet 2009 en région 1 et le 12 janvier 2010 en région 2. Elle comporte les mêmes bonus que l'édition spéciale en DVD.
En octobre 2023, Terry Gilliam présente une version restaurée en 4K au festival Lumière.

## Adaptation à la télévision
En août 2013, la chaîne de télévision Syfy a annoncé la mise en chantier d'une série télévisée adaptée du film avec la commande d'un épisode pilote. Le feu vert pour une première saison de 13 épisodes a été donné en avril 2014 pour une diffusion à partir de janvier 2015. Aaron Stanford joue le rôle de James Cole et Amanda Schull celui du docteur Railly. La série est ensuite renouvelée pour trois saisons supplémentaires.

## Anecdote
Lors de son deuxième voyage dans le temps, James Cole tue deux sans-abri lors d'une altercation, alors qu'il recherche la cachette de l'armée des 12 singes avec Kathryn Railly. Horrifiée, cette dernière lui demande s'il vient bel et bien de tuer leurs assaillants (« Did you kill them ? » en VO), ce à quoi Cole lui rétorque « I see dead people » (Je vois des personnes mortes). Cette réplique, qui renvoie au fait que Cole connaît d'avance le destin de l'humanité, est prononcée par Bruce Willis en 1995, soit 4 ans avant un autre film, grand succès de l'acteur, et qui place cette phrase au cœur d'une des révélations clé de son intrigue : Sixième Sens. De plus, l'enfant, héros du film de M. Night Shyamalan, se nomme Cole.